# Klayton
Klayton, pseudonimo di Albert Scott, detto Klay (New York, 17 giugno 1969), è un polistrumentista statunitense.
Ha guidato parecchi gruppi underground di culto e, a partire dai primi anni '90, si è esibito con un gran numero di nomi d'arte come Dred, Deathwish, Klay Scott, Tox, ma è meglio conosciuto per il suo progetto attuale: Celldweller.

## Vita privata
Klayton crebbe in una famiglia cristiana conservatrice a New York e frequentò la chiesa con Dan, il fratello più giovane (attualmente solista di LVL), e gli amici Buka e Klank che collaborarono con lui in alcuni suoi progetti. Non ebbe mai una vera e propria istruzione musicale, infatti imparò da solo a suonare quegli strumenti che più lo interessavano. Studiò musica per un semestre durante il college ma lasciò il corso perché "tutto ciò che avrebbe imparato sarebbe stato ciò che poteva e non poteva fare nel rispetto delle leggi della musica e di questo non poteva importargliene meno"; ciò indusse Klayton a caratterizzarsi come "un tuttofare, maestro di niente". Il primo dei suoi strumenti fu la batteria.
Da adolescente Klayton ascoltò molta musica metal e solo in seguito si avvicinò a quella elettronica grazie a gruppi come i Depeche Mode e gli Skinny Puppy; negli anni seguenti Klayton venne influenzato dal drum'n'bass e dal Goa trance europeo per il suo progetto Celldweller.
Sebbene numerosi progetti della prima metà degli anni '90 furono firmati da case discografiche cristiane e sebbene furono generalmente considerate band cristiane, Klayton ebbe molta cura a prendere le distanze da questo genere di distinzione e da questa sottocultura negli ultimi anni '90 attraverso la scissione dal settore della musica di ispirazione cristiana e rinunciando a qualsiasi ulteriore esibizione in luoghi cristiani. Descrisse questo distacco e le ragioni dietro ad esso nel 1998 in un'intervista con HM Magazine, una rivista sul metal cristiano.
Klayton ha dichiarato ripetutamente di essere un fan di Godzilla e dei Kaijū in generale. In un'intervista di Bloody Disgusting sostenne che i commenti audio di David Fincher riguardo ai film Seven e Fight Club lo ispirarono per registrare i propri commenti delle pubblicazioni di Wish Upon a Blackstar.

## Carriera musicale

### Immortal, fine anni ottanta
Immortal fu un gruppo thrash metal che esordì con una cassetta demo nei tardi anni '80. Fu proprio questa cassetta ad attirare l'attenzione dell'etichetta discografica R.E.X. Records che firmerà, in seguito, anche i lavori dei Circle of Dust.
Anche il fratello Dan prese parte al gruppo degli Immortal.

### Circle of Dust,Brainchild, eArgyle Park, 1990–1995
La band principale di Klayton durante gli anni '90 fu Circle of Dust, un gruppo industrial metal che egli stesso formò nel 1990. Ottennero un ingaggio con la R.E.X. Records, una piccola etichetta discografica che si concentrava prevalentemente sull'underground Christian metal nei tardi anni '80 e nei primi anni '90. Nonostante alcuni notabili successi nella scena del metal industriale underground, vennero pubblicati solo due veri e propri album che debuttarono con un album omonimo nel 1992 e una raccolta postuma chiamata Disengage nel 1998. Contemporaneamente Klayton creò due progetti secondari sotto vari pseudonimi e con varie collaborazioni. Il primo di questi fu Brainchild formato con Doug Mann, il presidente della R.E.X. : l'unico album, Mindwarp, fu pubblicato poco dopo il debutto dell'album Cirlce of Dust nel 1992 ed erano presenti influenze thrash metal pesante. Nel 1994 l'album Mindwarp fu ripubblicato come un album dei Circle of Dust intitolato Brainchild e, così facendo, la R.E.X. poté trarre il vantaggio di pubblicare un album senza dover inciderne uno nuovo. Lo stesso anno Klayton creò gli Argyle Park, probabilmente il più discusso gruppo metal industriale cristiano nella breve storia del genere. Gli Argyle Park produssero un album, Misguided, che fu pubblicato nel 1995 e presentò varie collaborazioni dalla corrente principale dei gruppi rock-industriali e da quelli rock-cristiani. Il 1995 si rivelò un anno impegnativo e caotico per Klayton: viaggiò e pubblicò una completa ri-registrazione dell'album Circle of Dust mentre la R.E.X. stava perdendo il suo contratto di distribuzione. L'etichetta stava scivolando verso la bancarotta e i Circle of Dust erano impossibilitati a registrare e pubblicare nuova musica e impediti dal passare ad un'altra etichetta discografica. Così l'anno successivo, Klayton decise di mettere fine al gruppo e di trovare nuovi mezzi per creare e pubblicare musica.

### Angeldust/ Criss Angel, 1995–2000
Mentre i Circle of Dust erano in tour nel 1994-1995, Klayton venne contattato dall'illusionista Criss Angel che volle collaborare con Klayton per uno show di magia. Quando le difficoltà legali della R.E.X. impedirono a Klayton di registrare o di andare in tour nel 1995, iniziò a scrivere per Angel: i due combinarono i loro nomi e chiamarono il loro gruppo Angeldust; trascorsero due anni creando uno spettacolo teatrale dal vivo che voleva mostrare "Illusioni, band dal vivo, personaggi d'avanguardia che vagano nel paesaggio, illuminazione robotica, schermi televisivi e proiettori, spettacolo d'arte e altro". Pubblicarono il loro primo album Musical Conjurings from the World of Illusion nel 1998, lo stesso anno dell'ultimo album dei Circle of Dust. Tuttavia dal 2000, ogni riferimento a Klayton fu cancellato dal sito web di Criss Angel e la trilogia completa degli album, inclusa la ri-distribuzione del primo album, fu pubblicata solamente sotto il nome di Criss Angel come la colonna sonora estesa del suo show Amystika.  Klayton successivamente spiegò che divenne evidente ai due che ognuno lavorava meglio al proprio progetto da solo.
Diversi anni dopo, ad ogni modo, Klayton registrò e fece il remix di una nuova sigla per Mindfreak, lo show di Angel, e questa collaborazione rappresentò l'ultimo suo contributo alla discografia di Angel.
Durante questo periodo, Klayton cambiò il proprio nome da Scott Albert a Klay Scott.

### Celldweller, 1999–presente
Klayton aveva precedentemente utilizzato il nome Celldweller come uno pseudonimo di produzioni occasionali ma lo tramutò nel gruppo solista dopo aver diviso le strade con Criss Angel nel 1999 e pubblicò cinque canzoni in edizione limitata in EP l'anno stesso. Con diversi singoli e remix guadagnò alte valutazioni nella classifica musicale di mp3.com. ma una serie di intoppi, tra cui il tentativo (fallito) di trovare il supporto di un'etichetta discografica maggiore, causarono il ritardo di due anni del debutto dell'album Celldweller. Fu comunque pubblicato nel 2003 e conquistò il 17º posto nel Billboard's Internet Sales Chart', vinse l'edizione del 2004 di Just Plain Folks Music Awards, e le canzoni ebbero molte apparizioni in trailer di film, show televisivi o giochi per computer: un'impresa compiuta precedentemente solo da Moby e dai The Crystal Method.
Nel 2008 Celldweller pubblicò Soundtrack to the Voices in My Head Vol. 1, una collezione di lavori che Klayton sentiva più adatti per uso teatrale che come materiale per un album principale; alcune di queste tracce sono state concesse ai media e si attendono altri volumi per il futuro. Klayton ha lavorato al secondo album di Celldweller, Wish Upon a Blackstar, negli scorsi quattro - cinque anni e ha annunciato che il metodo di pubblicazione dell'album sarà in formato digitale e suddiviso in capitoli di due canzoni ognuno.
Klayton produsse anche canzoni e album per artisti da quando iniziò il progetto Celldweller, in particolare con la rinascita degli AP2 con l'etichetta Tooth & Nail Records nel 2000: Klayton scrisse due canzoni mentre LVL scrisse la maggior parte dell'album.

## FiXT
Klayton e il suo manager formarono l'Esion Media per poter pubblicare il primo album di Celldweller e, dopo il successo di quest'album, Klayton mutò Esion in un'etichetta indipendente nuova: la FiXT Music. FiXT crebbe velocemente nel corso di pochi anni e ora dispone di un ampio negozio online che distribuisce artisti, compreso Blue Stahli. FiXT si è diramata anche nel mondo delle pubblicazioni letterarie con due pluripremiati romanzi di fantascienza intitolati "The Bane of Yoto". Nel 2013 Klayton ha annunciato che la FiXT sarebbe intenzionata a pubblicare un romanzo di Josh Viola e Keith Ferrell chiamato "Blackstar" ispirato all'album Wish Upon a Blackstar di Klayton stesso.

## Nomi d'arte
Klayton apparì sotto diversi nomi d'arte durante gli anni '90 prima di mantenere definitivamente Klayton dal 1999. Usò il suo nome di nascita (Scott Albert) per gli Immortal e per i Circle of Dust fino al 1995; per il progetto Brainchild usò l'alias Tox; Brainchild ha anche dato origine allo pseudonimo Celldweller : un estratto dell'album, "Helldweller", apparì in una compilation nel 1993 e gli amici di Klayton contorsero il titolo in "Celldweller", attribuendoglielo in quanto era solito trascorrere tutto il suo tempo nel proprio seminterrato come un prigioniero, lavorando alla musica. Per gli Argyle Park Klayton apparì come due membri immaginari, Dred e Deathwish, mentre nel 1995 apparì in un tributo agli Stryper alterando leggermente il nome in Cell Dweller.
Quando iniziò a lavorare con Criss Angel il proprio nome mutò da Scott Albert a Klay Scott, spiegando in un'intervista che il nome gli era stato attribuito da Angel per la sua abilità di "prendere suoni e modellarli come se fossero argilla". Apparì come Klay Scott nelle pubblicazioni degli Angeldust e nell'album Disengage dei Circle of Dust. A questo punto, dichiarò di voler stabilire un'identità sotto la quale tutti i suoi progetti avrebbero preso forma ma nonostante ciò il suo nome cambiò ancora una volta nel 1999 quando riunì sotto Celldweller la sua produzione musicale. Il semplice nome di Klayton è rimasto da allora; l'artista dichiarava di aver terminato i propri esperimenti con la propria "immagine pubblica" e che non voleva confondere i propri fan oltre: "sono stato colpevole di aver lavorato a un milione di progetti secondari ed ho cambiato il mio nome in ognuno di essi. Siamo al punto dove i miei stessi fan non sanno se ho lavorato ad un album o no."

## Discografia

### Progetti primari
Immortal
- Dead and Buried (1990, independente) singolo in cassetta, la prima band di Klayton

Circle of Dust
- Circle of Dust (1992, R.E.X. Records)
- Metamorphosis (1993, R.E.X. Records)
- Brainchild (1994, R.E.X. Records)
- Disengage (1998 Flying Tart Records)

Argyle Park
- Misguided (1995, R.E.X. Records)

Angeldust/Criss Angel
- Musical Conjurings from the World of Illusion (1998)
- System 1 in Trilogy (2000)
- System 2 in Trilogy (2000)
- System 3 in Trilogy (2000)
- Criss Angel: Mindfreak (2002)

Celldweller
- Celldweller (1999 Esion/Position)
- Celldweller (2003 Esion/Position)
- The Beta Cessions (2004 Esion/Position)
- Soundtrack for the Voices in My Head Vol. 1 (2008 FiXT Music)
- Wish Upon a Blackstar (2009 - 2012 FiXT Music)
- Soundtrack for the Voices in My Head Vol. 2 (2010 - 2012 FiXT Music)
- Cellout EP 01 (2011 FiXT Music)
- Groupees Unreleased EP (2011 FiXT Music)
- The Complete Cellout (2011 FiXT Music)
- Live Upon a Blackstar (2012 FiXT Music)
- Space & Time (2012 FiXT Music)[8]
- The Beta Cessions 2 (TBA FiXT Music)

### Crediti di produzione, programmazione e remix
- Living Sacrifice - Nonexistent (1992, R.E.X. Records) contribuito alla traccia d'apertura "Emerge"
- MTV Sports - contribuito alla traccia d'apertura "Tranquil Chaos", musica di sottofondo
- Chatterbox - Despite (1994, Tooth & Nail Records) prodotto, programmato e correzione album; alcuni cori e strumentazione
- Artisti vari - Demo-lition II (1994 R.E.X. Records) "Never" by Rivot: progetto secondario degli Circle of Dust con Vinny Syrek; scritta e registrata da Klayton, cantata da Vinny
- Billy Lamont - Eulogy: Flowers for the Living (1995) contribuito alla musica di sottofondo per "The Poet's Eye"
- Klank - Still Suffering (1996, Tooth & Nail Records) produzione, programmazione e mix dell'album
- Klank - Downside (1997, Tooth & Nail Records) contribuito con tutti i remix
- Prong - Rude Awakening (1996, Sony/Epic) collaborazione alla scrittura della canzone "Controller" (condivide il riff principale con Argyle Park's "DOOMsayer")
- Prong - Rude Awakening remix single (1996, Sony/Epic) contribuito il "Klay Angel Mix"
- artisti vari - Sweet Family Music: A Tribute to Stryper (1996 Flying Tart Records) "The Abyss" Stryper cover, attribuito a Cell Dweller
- artisti vari - Violent World: A Tribute to the Misfits (1997, Caroline Records) produzione e mix della cover di Prong di "London Dungeon"
- The Way Sect Bloom - Efflorence (1997, Flaming Fish Music) Produzione, programmazione, strumentazione e accompagnamento vocale
- Fluffy - (sconosciuto) (1998, Flying Tart Records) "Hulaville" remix (l'etichetta acquistata e sciolta prima della pubblicazione ufficiale; remix disponibile solo illegalmente)
- Level - (sconosciuto) (1999, Flaming Fish Music) "Backslide (Klay Scott Revision)" (remix per un EP cancellato, diffuso online)
- AP2 - Suspension of Disbelief (2000, Tooth & Nail Records) produzione, contributo di due canzoni
- Breathing Underwater – Breathing Underwater EP (2006) mix e progetto di "Capsized"
- Criss Angel – Criss Angel Mindfreak (2006 Apitrag Records) produzione, scrittura e remix di "Mindfreak"
- LVL - Home Re:mix (2007 FiXT Music) "Home (Klayton Revision)"
- Fluffy Star - Come On! (2007) voce in "Cold"
- Subkulture - Erasus EP (2007 FiXT Music) produzione e contributo in voce
- Pendulum - In silico (Special Edition) (2008 Atlantic Records) "Propane Nightmares (Celldweller Remix)"
- BT - These Hopeful Machines (2010) "Suddenly (Celldweller Mix)"
- Blue Stahli - Blue Stahli (2011 debut album FiXT Music) produzione, mix, cori in "Kill Me Every Time"